# Composite Gazetteer of Antarctica

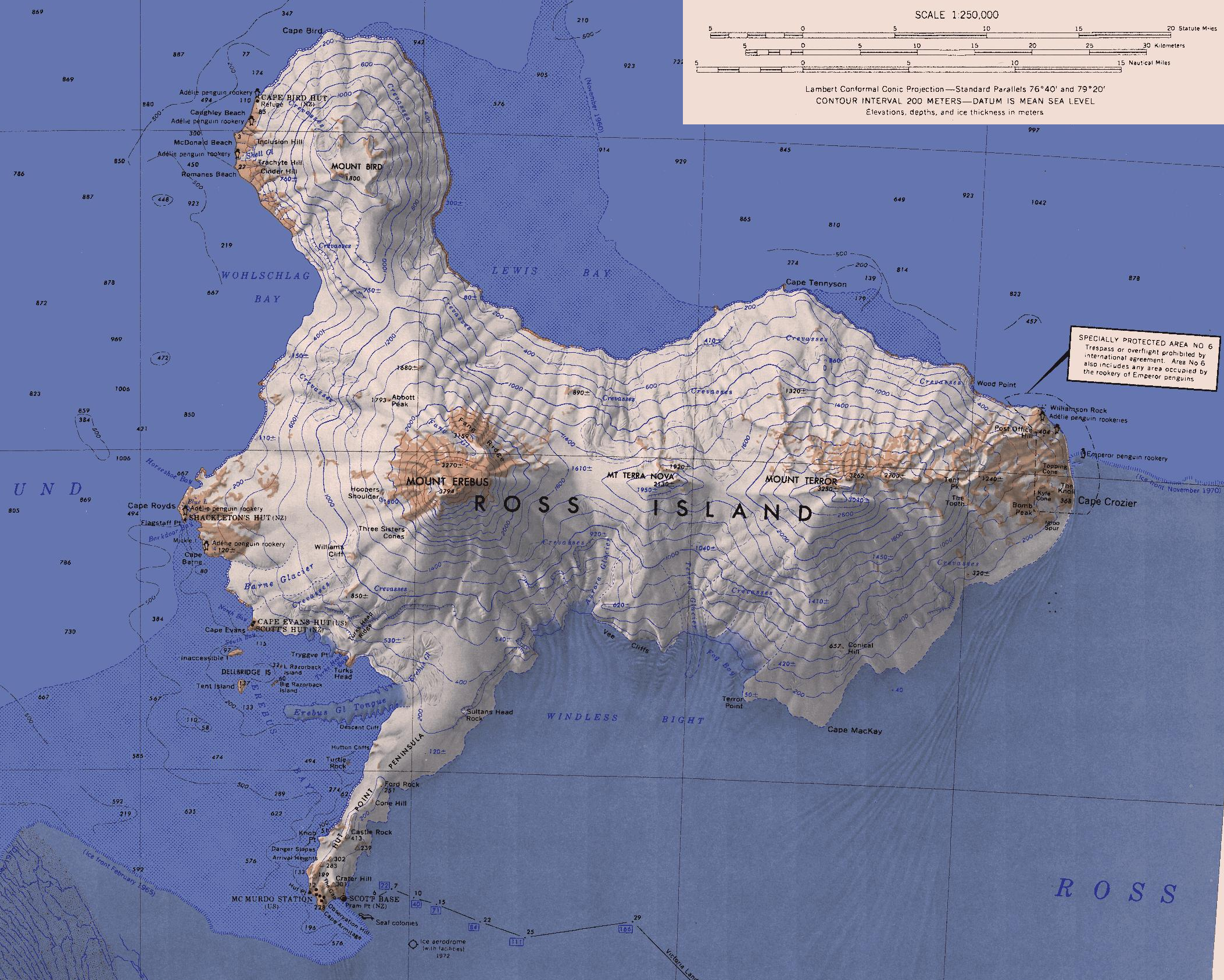
Noms de lieux du Composite Antarctic Gazetteer sur une carte topographique de l'île de Ross.

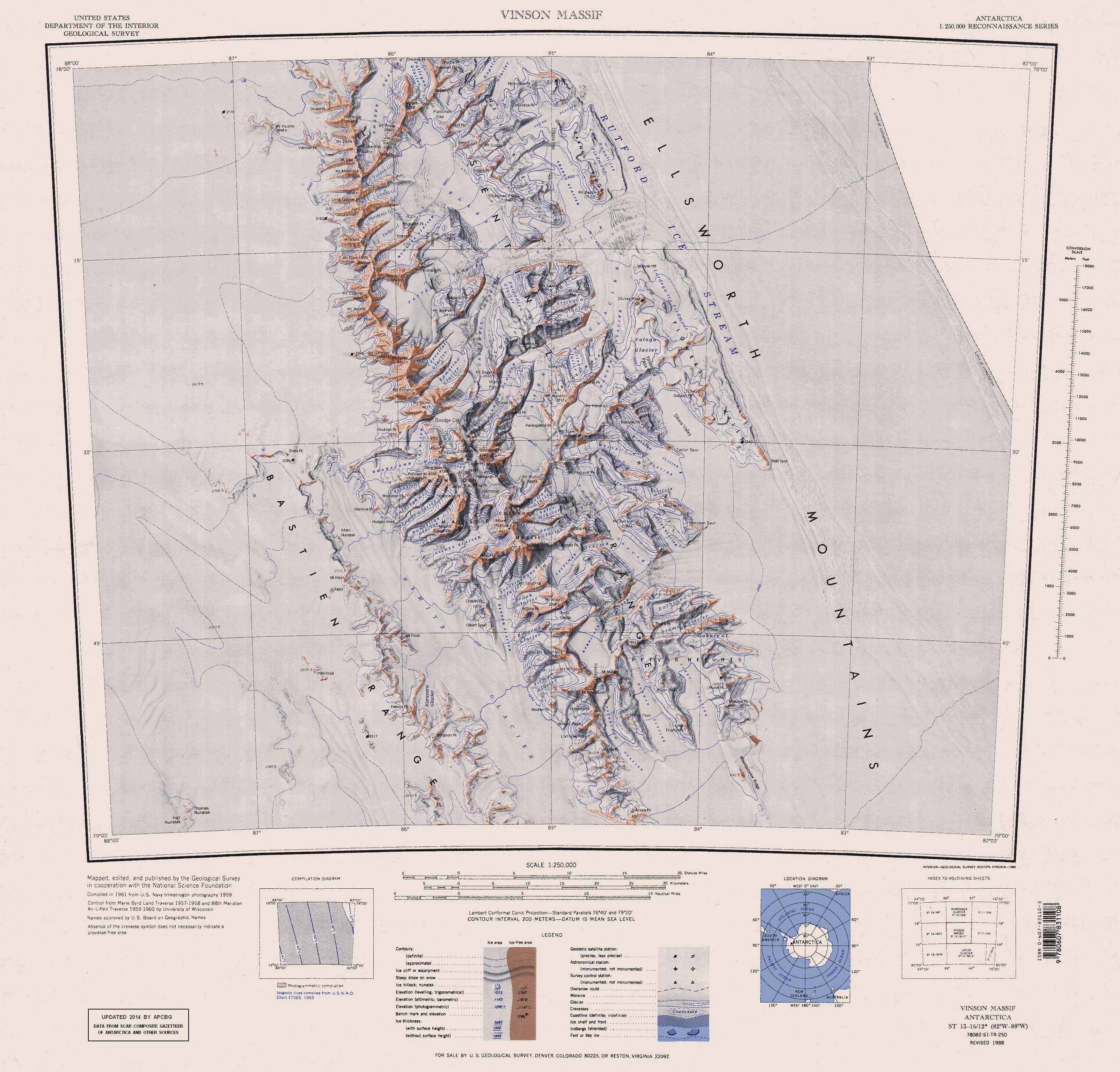
Noms de lieux du Composite Antarctic Gazetteer sur une carte topographique de la chaîne Sentinel, monts Ellsworth

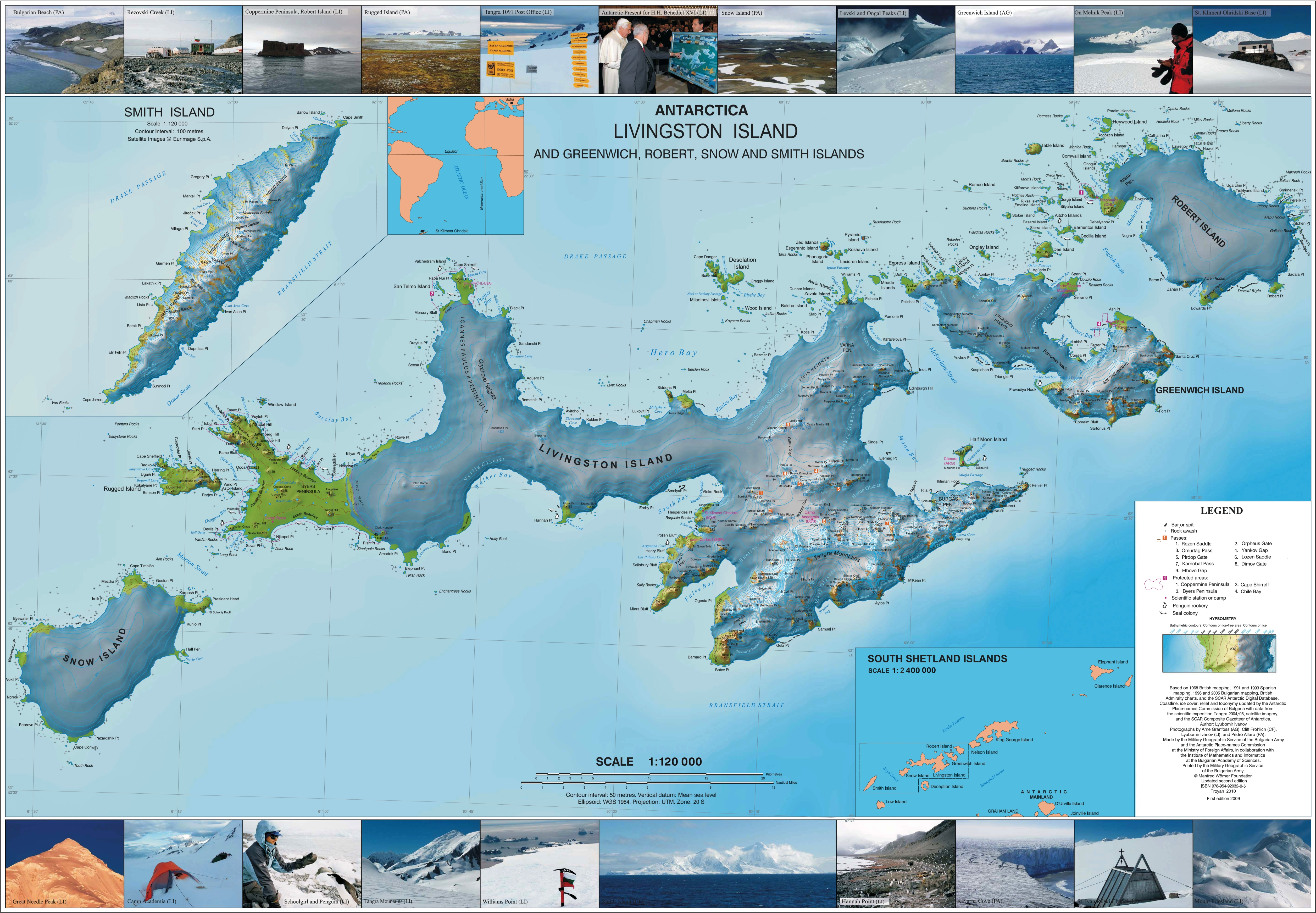
Noms de lieux d'origines nationales diverses tirés du Composite Antarctic Gazetteer sur une carte topographique des îles Shetland du Sud

Le Composite Gazetteer of Antarctica (CGA ; Répertoire géographique composite de l'Antarctique) du Comité scientifique pour la recherche antarctique (SCAR) est le répertoire international faisant autorité contenant tous les toponymes de l'Antarctique publiés dans les répertoires géographiques nationaux, ainsi que des informations de base sur ces noms et les caractéristiques géographiques pertinentes. L'annuaire géographique comprend également des parties de l'annuaire géographique de la Carte bathymétrique générale des océans (GEBCO) de l'Organisation hydrographique internationale (OHI) pour les éléments sous-marins situés au sud de 60° de latitude sud.

## Répertoire
En mai 2019, le contenu global de la CGA s'élève à 37 893 noms géographiques pour 19 803 caractéristiques, dont quelque 500 caractéristiques portant deux noms entièrement différents ou plus, fournies par les sources suivantes : 
| Pays             | Noms   |
| ---------------- | ------ |
| États-Unis       | 13 192 |
| Royaume-Uni      | 5 040  |
| Russie           | 4 808  |
| Nouvelle-Zélande | 2 597  |
| Australie        | 2 551  |
| Argentine        | 2 545  |
| Chili            | 1 866  |
| Norvège          | 1 706  |
| Bulgarie         | 1 450  |
| Allemagne        | 393    |
| Pologne          | 365    |
| Chine            | 359    |
| Japon            | 345    |
| France           | 223    |
| GEBCO            | 182    |
| Belgique         | 117    |
| Italie           | 53     |
| Espagne          | 35     |
| Corée du Sud     | 27     |
| Inde             | 21     |
| Équateur         | 9      |
| Uruguay          | 5      |
| Afrique du Sud   | 2      |
| Canada           | 2      |
| Ukraine          | 1      |

## Autorités nationales pour les noms de lieux de l'Antarctique
Pays / Autorité officielle
- Argentine : Instituto Geográfico Nacional, Servicio de Hidrografía Naval
- Australie : Comité australien des noms et médailles de l'Antarctique
- Bulgarie : Commission des noms de lieux de l'Antarctique
- Canada : Commission de toponymie du Canada
- Chili : Instituto Hidrográfíco y Oceanográfico de la Armada de Chile (SHOA) et Instituto Geográfico Militar (IGM)
- Chine : Comité des noms de lieux chinois
- France : Commission de Toponymie des TAAF, Institut géographique national
- Allemagne : Ständiger Ausschuß für Geographische Namen (Commission permanente sur les noms géographiques)
- Italie : Comitato per i nomi geografici antartici (Comité des noms géographiques de l'Antarctique)
- Japon : Comité des noms de lieux antarctiques du Japon
- Nouvelle-Zélande : Comité des noms de lieux antarctiques de Nouvelle-Zélande
- Norvège : Comité norvégien des noms de lieux antarctiques, Norsk Polarinstitutt
- Pologne : Comité de Recherche polaire de l'Académie polonaise des sciences
- Russie : Commission interministérielle russe sur les noms géographiques
- Royaume-Uni : British Antarctic Survey Comité des noms de lieux antarctiques du Royaume-Uni
- Uruguay : Institut Antarctique Uruguayen
- États-Unis : United States Board on Geographic Names (Conseil américain sur les noms géographiques)
- GEBCO : Sous-comité de la GEBCO sur les noms des caractéristiques sous-marines